# Oña
Oña – gmina w Hiszpanii, w prowincji Burgos, w Kastylii i León, o powierzchni 161,64 km². W 2011 roku gmina liczyła 1168 mieszkańców.